# Ethne Kennedy
Ethne Kennedy (13 de novembro de 1921 - 13 de março de 2005) foi uma activista e trabalhadora religiosa americana.
Kennedy era filha de pais que emigraram da Irlanda para os Estados Unidos no início do século XX; entre os seus irmãos estava o estudioso literário Sighle Kennedy. Membro da Sociedade de Auxiliares, ela foi a presidente fundadora da Assembleia Nacional das Religiosas e, após o Concílio Vaticano II, trabalhou para garantir que as mulheres pudessem participar plenamente nos trabalhos da Igreja Católica Romana. Ela também foi editora do Probe, o boletim divulgado pela organização dos conselhos de irmãs nos Estados Unidos. Como parte do seu papel na Assembleia Nacional de Mulheres Religiosas, ela assegurou que as irmãs tivessem a capacidade de cooperar com a igreja na sua tomada de decisões e implementação de processos nos níveis nacional, regional e local. A organização também promoveu uma nova identidade para as religiosas católicas. Mais tarde na sua vida, Kennedy trabalhou entre pacientes que sofriam com SIDA na cidade de Nova York; nas Nações Unidas, participou em manifestações e protestos contra a guerra. Ela também foi uma das fundadoras do AIDS Ministries/AIDS Assist. Durante a sua carreira, ela escreveu sobre o papel da mulher no ministério.